# Karl von Lieven

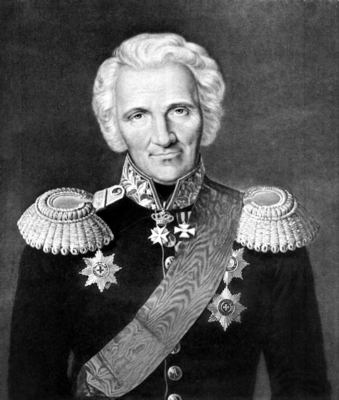
Porträt Carl Christoph von Lieven (1844)

Fürst Carl Christoph von Lieven (russisch Карл Андреевич Ливен; * 21. Januarjul. / 1. Februar 1767greg. in Kiew; † 19. Dezemberjul. / 31. Dezember 1844greg. in Balgalln, Kurland) war ein russischer General und Bildungsminister.

## Leben

### Herkunft und Familie
Carl Christoph war Angehöriger des baltischen Adelsgeschlechts von Lieven und Sohn des russischen Generalmajors Baron Otto Heinrich Andreas von Lieven (1726–1781) und der Oberhofmeisterin am russischen Kaiserhof Fürstin Charlotte Margarete von Lieven, geborene Freiin Gaugreben (1742–1828).
Er vermählte sich 1797 in Senten in erster Ehe mit Wilhelmine von der Osten genannt Sacken (1778–1818) und ging als Witwer 1821 eine zweite Ehe mit Gräfin Catharina Rehbinder († 1821) ein.
Aus erster Ehe sind sechs Kinder hervorgegangen:
1. Fürst Otto Andreas von Lieven (1798–1856), russischer Generalmajor, ⚭ Senten 1843 Charlotte von Lieven (1827–1905)
2. Fürst Carl Heinrich von Lieven (1799–1881), ⚭ Dorpat 1823 Elise von Liphart (1803–1881)
3. Fürst Alexander Friedrich von Lieven (1801–1880), russischer General und Senator, ⚭ Simferopol 1838 Catharine Pankratjewa (1818–1867), Hoffräulein
4. Graf Eduard von Lieven (1802–1807)
5. Fürst Theodor Christoph von Lieven (1803–1866), ⚭ Senten 1847 Sophie von Lieven (1830–1893)
6. Gräfin Charlotte Christine Wilhelmine  von Lieven (1804–1866), ⚭ 1823 Baron Wilhelm von Derschau (1791–1879)

### Werdegang
Lieven trat sehr jung in die Armee ein und wurde 1789 persönlicher Adjutant Potemkins. Er avancierte 1791 zum Oberst und Kommandeur des Tula-Infanterie-Regiment, stieg 1797 weiter auf zum Generalmajor und wurde 1799 in den Rang eines Generalleutnants befördert, wobei er gleichzeitig das Preobraschensker Leib-Garderegiment als dessen Kommandeur übernahm.
1799 wurde Lieven mit dem St. Annenorden erster Klasse geehrt, neben diesem und anderen höchsten russischen Orden erhielt er auch den St. Georgsorden erster Klasse. Von 1799 bis 1801 war Lieven Kriegsgouverneur von Archangelsk, nahm dann aber seinen Abschied und blieb bis 1817 außer Dienst. In dieser Zeit widmete er sich der Landwirtschaft und dem Gesellschaftsleben, lebte in Kurland, später in St. Petersburg.
Von 1817 bis 1828 war Lieven Kurator des Dorpater Lehrbezirks. Obwohl von seinen bisherigen Aufgaben her relativ themenfremd, brachte er in dieser Zeit die Kaiserliche Universität Dorpat erheblich voran. So erwarb er mehrere naturhistorische Sammlungen, organisierte Expeditionen oder warb bedeutende Wissenschaftler an. Auf seine Veranlassung bzw. Förderung hin wurden die medizinische, pädagogische und philologische Fakultäten sowie das Priesterseminar eröffnet. Die Anzahl der Studierenden erhöhte sich während seiner Tätigkeit merklich.
Von 1819 bis 1821 war er Präsident des Evangelisch-Lutherischen General-Konsistoriums.
Im Jahre 1826 wurde Lieven zum Mitglied des Staatsrates sowie des Obersten Strafgerichtshofs ernannt; letzteres stand im Zusammenhang mit den Dekabristenprozessen. Ebenfalls 1826 wurde Lieven zum Ehrenmitglied der Russischen Akademie der Wissenschaften gewählt. Im Jahr darauf erhielt er den titularischen Rang eines Generals der Infanterie. Seine Karriere beschloss er als russischer Bildungsminister in den Jahren 1828 bis 1833.
Er war Pietist und als solcher Initiator der Evangelischen Bibelgesellschaft, einer Gruppierung der Russischen Bibelgesellschaft.
Seinen Lebensabend verbrachte er auf seinem Gut Balgalln in Kurland.